# Коканиле-Честа (Ферара)
Коканиле-Честа (итал. Coccanile-Cesta) је насеље у Италији у округу Ферара, региону Емилија-Ромања.
Према процени из 2011. у насељу је живело 1262 становника. Насеље се налази на надморској висини од 0 м.